# 班基雅

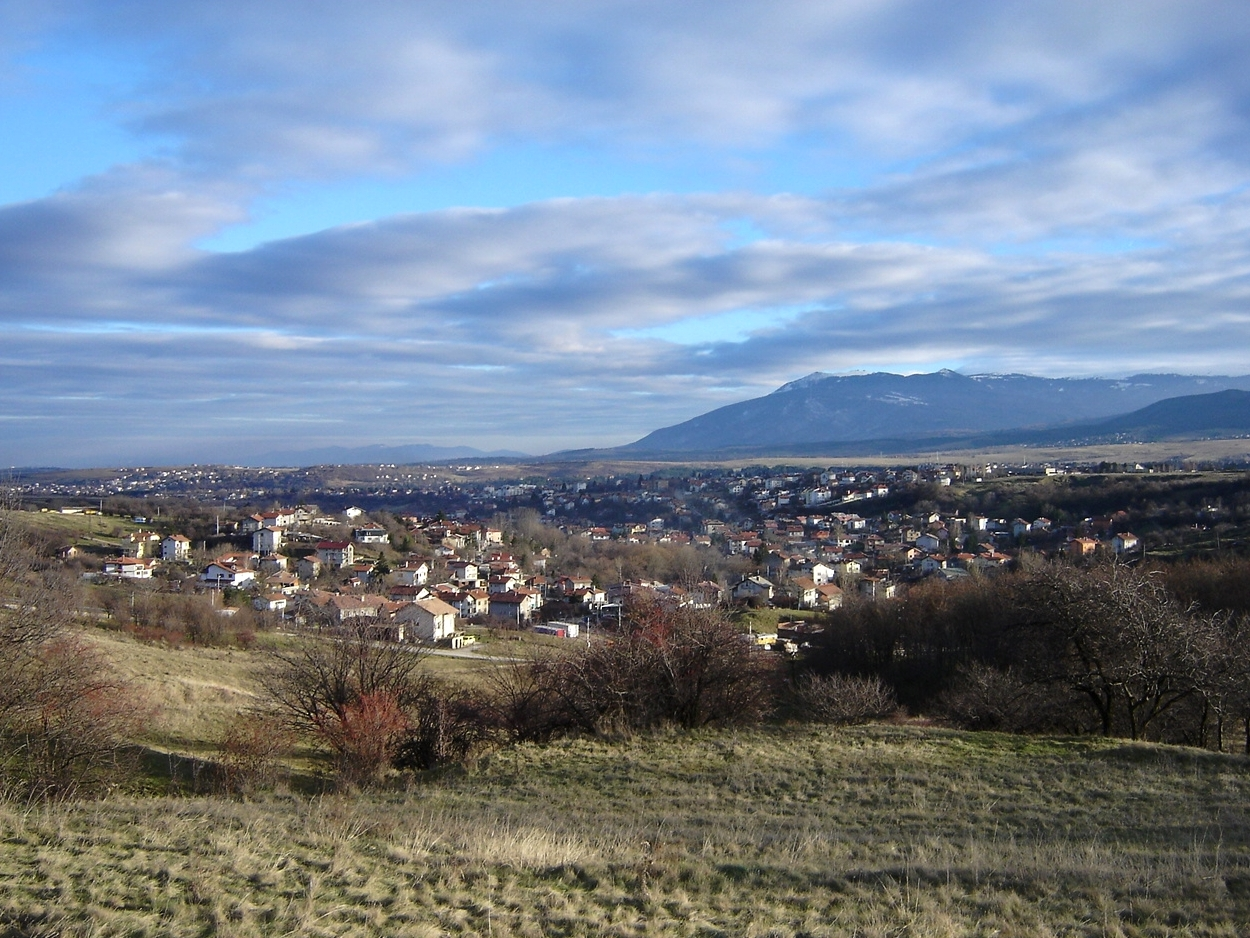

班基雅是保加利亞的城鎮，位於該國西部，距離首都索菲亞10公里，海拔高度695米，主要經濟活動是旅遊業，是該國總理博伊科·鮑里索夫的出生地，2008年人口10,700。